# Veitch and Sons

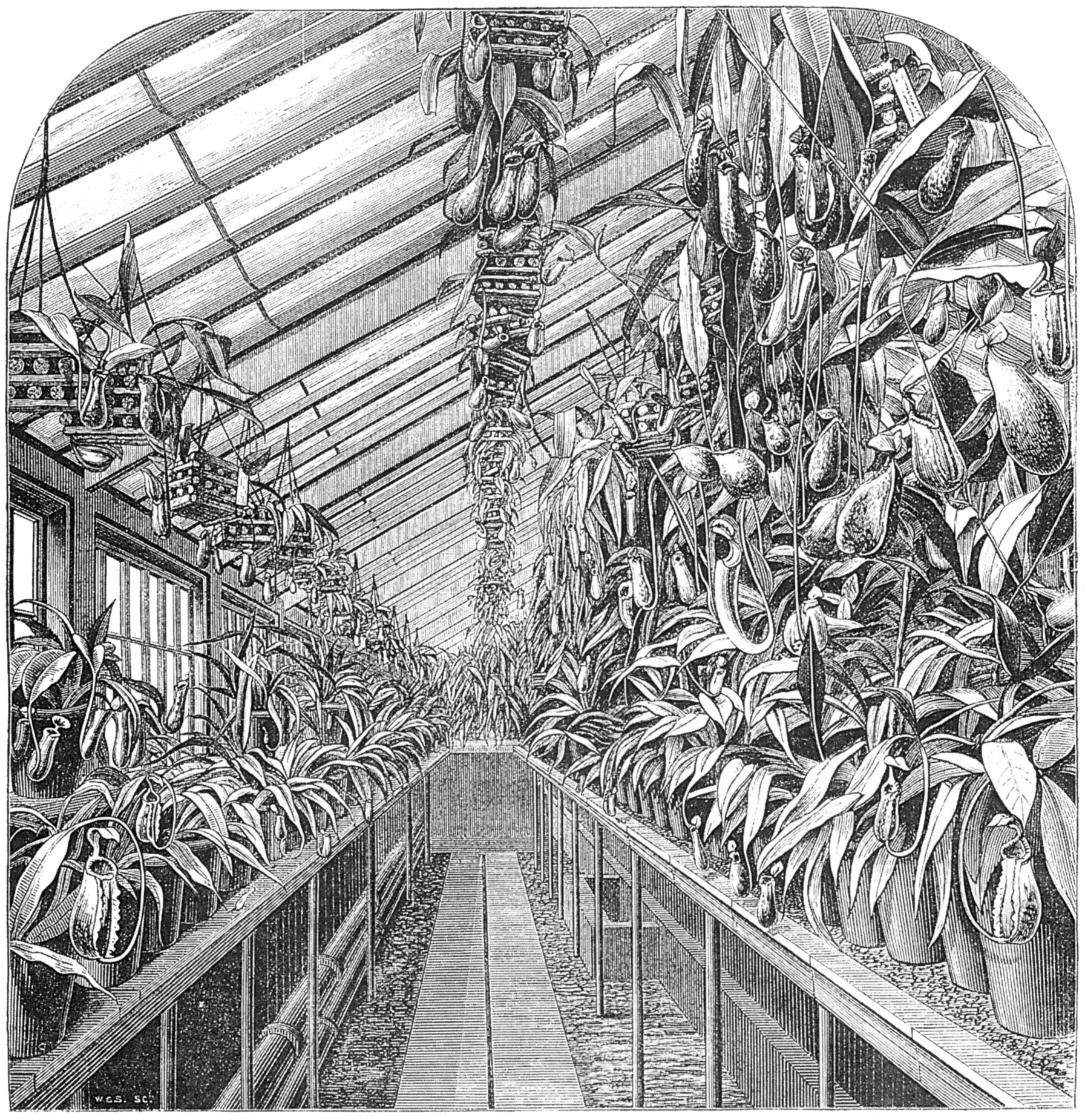
Das Nepenthes-Glashaus der Baumschule Veitch and Sons; die Abbildung erschien 1872 im Gardeners’ Chronicle.

Die Firma Veitch and Sons, im englischen auch „Veitch Nurseries“ genannt, war im 19. Jahrhundert die wohl größte als Familienbetrieb geführte Gärtnerei und Baumschule Europas.

## Firmengeschichte
Als Begründer der Baumschulen, die mit dem Namen Veitch in Verbindung gebracht werden, gilt der aus Jedburgh stammende Schotte John Veitch (1752–1839), der wohl bereits in den 1770er Jahren in Killerton bei Exeter mit der Pflanzenaufzucht begann. 1808 war er als „land stewart“ bei Sir Thomas Ackland in Killerton angestellt, pachtete Land und nahm den Baumschulenbetrieb auf; er verkaufte hauptsächlich Bäume und Sträucher. Da das Geschäft lief, pachtete er 1810 weiteres Land. 1832 verlegte er das Geschäft nach Mount Radford, Exeter.
John Veitchs Sohn James (1792–1863) wie auch sein Enkel James junior (1815–1869) erwiesen sich als geeignete Nachfolger. Während James den Baumschulbetrieb in Exeter übernahm, wurde James junior zur Baumschul-Ausbildung nach London geschickt. Als er von dort zurückkehrte, nutzte er seine neuen Erkenntnisse, um dem Vater James bei der Verbesserung und Erweiterung der Baumschule zu helfen; 1838 wurde er in Anerkennung seiner Leistungen zum „partner“ der Baumschule gemacht. James junior erkannte, dass die Baumschule Veitch & Sons in Exeter zu klein war, um mit den großen Londoner Baumschulen zu konkurrieren. Folgerichtig kaufte er 1853 die Royal Exotic Nursery in der King’s Road in Chelsea, London auf.
Unter der Leitung von James junior wuchs die Royal Exotic Nursery zur größten ihrer Art in Europa heran. Es kamen weitere Zukäufe in Feltham, Langley und Coombe-Wood hinzu.
Die gemeinsame Verwaltung beider Baumschulbetriebe (Exeter und Chelsea) gestaltete sich zunehmend schwieriger; 1863 wurden die beiden Betriebe unabhängig.
James (senior) übergab seine Baumschule in Exeter an den jüngeren Sohn Robert (1823–1855), die fortan Robert Veitch & Sons hieß; Nachfolger von Robert wurde Peter (1850–1929).
Die Londoner Baumschule, die von James junior geführt wurde, nannte sich James Veitch & Sons; Nachfolger von James junior wurden seine Söhne John Gould (1839–1870), Harry James (1840–1924) und Arthur (1844–1880).
James junior übergab den Londoner Baumschulbetrieb an seine Söhne und setzte sich 1864 zur Ruhe. 1869 verstarb er; bereits ein Jahr später starb John Gould an Tuberkulose. Sein Bruder Harry übernahm für etwa 30 Jahre den Baumschulbetrieb, bis John Goulds Söhne John Gould junior (1869–1914) und James Herbert alt genug waren, die Betrieb zu übernehmen. Harry mehrte die Reputation des Betriebes, indem er an Qualität und Vielfalt arbeitete. Unter anderem schickte er seinen Cousin Peter C. M. Veitch (1850–1929) zum Pflanzensammeln zum Mount Kinabalu auf Borneo; von dort wurden mehrere fleischfressende Pflanzenarten der Gattung Nepenthes zurückgebracht. Als erfolgreichster Pflanzensammler für Veitch gilt Ernest Henry Wilson, den Harry 1899 nach Westchina schickte.
James Herbert, der als letzter aus der Familie stammender Pflanzensammler auf Reisen war, übernahm die Baumschule, nachdem sich Harry zur Ruhe gesetzt hatte. Er hatte jedoch keine glückliche Hand, und das Geschäft verschlechterte sich. Nachdem James Herbert mit bereits 39 Jahren verstorben war, kehrte Harry aus dem Ruhestand zurück, um das Geschäft wieder ins Lot zu bringen. Da jedoch die Pacht der Ländereien bei Coombe Wood auslief und der Erste Weltkrieg ausbrach, ging das Geschäft in Chelsea zugrunde. Der Betrieb in Exeter wurde von Peter C. M. Veitch weitergeführt. Seine Tochter Anna Mildred Veitch, die letzte der Veitch-„Dynastie“, verkaufte den verbliebenen in Exeter angesiedelten Betrieb kurz vor ihrem Tod 1969 an die St. Bridget Nurseries.

## Leistungen
Zum erfolgreichen Geschäftsmodell der Veitch-Baumschulen gehörte die Anstellung eigener Pflanzensammler („Pflanzenjäger“), die nur für die eigene Baumschule sammelten. Vor 1863 wurden die Pflanzensammler von Exeter aus geschickt, ab 1863 von London aus. Von 1840 bis 1910 wurden 22 Pflanzensammler ausgeschickt. Die ersten dieser Pflanzensammler waren die beiden „Lobb-Brüder“ William Lobb, der 1840 nach Südamerika loszog, und Thomas Lobb, der 1843 im Fernen Osten sammelte.
Bis zum Ausbruch des Ersten Weltkrieges hat die Veitch-Baumschule 1281 Pflanzenarten oder -cultivare neu in Kultur gebracht, davon 232 Orchideen.